# Peter Walker (australisk politiker)
Peter Benson Walker, född 8 maj 1922 i Hobart, död 14 juli 1987, var en australisk politiker.